# Pectocythere tsiuensis
Pectocythere tsiuensis är en kräftdjursart som beskrevs av Brouwers 1990. Pectocythere tsiuensis ingår i släktet Pectocythere och familjen Pectocytheridae. Inga underarter finns listade i Catalogue of Life.